# Rammerzell
Rammerzell ist eine Wüstung auf dem Gemeindegebiet von Feuchtwangen (Landkreis Ansbach, Mittelfranken).

## Geografie
Die Einöde lag am Lohweiher. In einem Kataster des 19. Jahrhunderts wird noch ein Gebäude mit der Hausnummer 1881⁄2 des Ortes Feuchtwangen verzeichnet.

## Geschichte
Rammerzell wurde wie alle übrigen -zell-Orte (Aichenzell, Bergnerzell, Leiperzell, Seiderzell) vom Kloster Feuchtwangen angelegt und von diesem verwaltet. Da es 1197 in ein Säkularkanonikerstift umgewandelt wurde, muss die Gründung von Rammerzell vor 1197 erfolgt sein.
Rammerzell lag im Fraischbezirk des ansbachischen Oberamtes Feuchtwangen. Gegen Ende des 18. Jahrhunderts gab es zwei Anwesen, die beide das Stiftsverwalteramt Feuchtwangen als Grundherrn hatten. Er galt aber schon zu dieser Zeit unbewohnt.

## Weblink
- Rammerzell. In: geschichte-feuchtwangen.de. Abgerufen am 1. August 2023.